# Órgano de Johnston

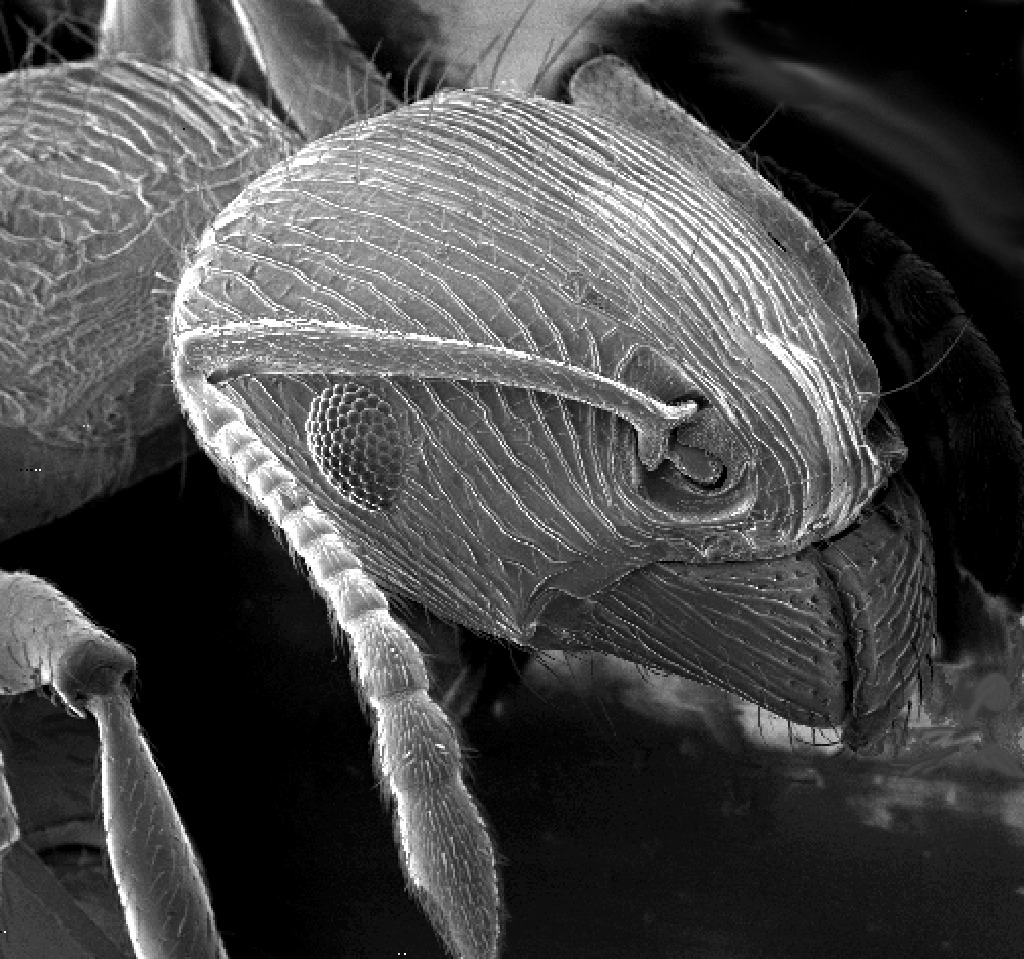
Imagen de microscopio electrónico de barrido de una hormiga.

El órgano de Johnston es un mecanorreceptor de los insectos. Se encuentra en el pedicelo o segundo segmento de las antenas. La presencia de este órgano es una característica que separa a los insectos de los otros hexápodos. En los mosquitos o zancudos machos Culicidae este órgano permite al macho captar estímulos de vibración producidos por la resonancia de las alas de las hembras, posibilitando así el acercamiento de sexos.
Este órgano también desempeña otro tipo de funciones, por ejemplo cortejo en Drosophila, información de vuelo en langostas y polillas, o para natación en Gyrinidae (Coleoptera). En la abeja doméstica sirve en la comunicación social cuando practican la danza de la abeja para transmitir la localización de fuentes de alimento.